# 排湖
排湖是一个位于中国湖北省仙桃县的湖泊，面积约为23平方千米，平均水深约为1.7米，蓄水量约为3220万立方米。